# Cardozo Cove
Die Cardozo Cove (französisch Anse Cardozo) ist eine Bucht an der Südküste von King George Island im Archipel der Südlichen Shetlandinseln. Sie ist die nördlichere zweier Buchten am Kopfende des Ezcurra-Fjords in der Admiralty Bay.
Teilnehmer der Fünften Französischen Antarktisexpedition (1908–1910) unter der Leitung des Polarforschers Jean-Baptiste Charcot kartierten und benannten sie im Dezember 1909. Namensgeber ist vermutlich João Pedro Cardoso [sic] (1871–1957), ein Ingenieur aus São Paulo, der Charcots Forschungsreise behilflich war. Das UK Antarctic Place-Names Committee übertrug am 8. September 1953 die Originalbenennung ins Englische.